# Lhůta
Lhůta är en ort i Tjeckien.   Den ligger i regionen Plzeň, i den västra delen av landet, 80 km sydväst om huvudstaden Prag. Lhůta ligger 449 meter över havet och antalet invånare är 159.
Terrängen runt Lhůta är lite kuperad. Runt Lhůta är det ganska glesbefolkat, med 34 invånare per kvadratkilometer. Närmaste större samhälle är Plzeň, 11,9 km väster om Lhůta. I omgivningarna runt Lhůta växer i huvudsak blandskog.